# Omboué
Omboué est une petite ville (environ 2 000 habitants) du Gabon, située au bord de la lagune Fernan Vaz, dans la province de l'Ogooué-Maritime ; elle est chef-lieu du département d'Etimboué. Omboué est une petite commune, un centre de ravitaillement pour les hameaux dispersés autour de la lagune.
Jean Ping, ancien ministre des Affaires étrangères du Gabon et président de la commission de l’Union africaine (de 2008 à 2012) y est né en 1942.
Jacques et Jean Michonet, héros du livre La mémoire du fleuve de Christian Dedet, ont vécu à Omboué où se passe la plus grande partie du récit.